# Mauricio Soler
Juan Mauricio Soler Hernández, född 14 januari 1983 i Ramiriquí, Boyacá, är en colombiansk professionell tävlingscyklist som senast tävlade för det spanska Pro Tour-stallet Movistar Team. 

## Karriär
Soler börjar tävla på cykel som 17-åring. Det var en cykeltävling i hemstaden i Colombia som fick honom att vilja bli professionell. Sitt första professionella år var 2005 när han tävlade för Orbitel i hemlandet och vann en etapp på Tour of Colombia. Redan ett år senare valde dock det italienska stallet Acqua & Sapone att kontraktera colombianen. Sitt bästa resultat med stallet kom när han slutade tvåa på en etapp i Circuit de Lorraine Professionnels. Men när Acqua & Sapones manager Claudio Corti valde att i stället leda Barloworld följde Mauricio Soler med till det nya stallet.
Soler vann Circuit de Lorraine 2006. Men det stora genombrottet kom under Tour de France 2007 när han vann etapp 9 genom att bryta sig loss på den mytomspunna stigningen Col du Galibier. Han tog även totalsegern i bergspristävlingen under sitt första Tour de France någonsin, en prestation som gjorde att han blev utsedd till Colombias bäste idrottare 2007. 
Soler vann Vuelta a Burgos 2007 två sekunder framför Alejandro Valverde. Under tävlingen vann Soler också den andra etappen. 
Under säsongen 2008 vann Soler det colombianska etapploppet Circuito de Combita. Han slutade också tvåa på etapp 4 under Vuelta a Castilla y León. Hans dröm om att göra bra ifrån sig på Tour de France krossades efter det att han kraschade under den sista kilometern på den första etappen. En datortomografi visade en mikrofraktur i hans handled och han var tvungen att lämna tävlingen.
Säsongen 2009 startade bra för colombianen som vann tävlingen Circuito de Tuta i hemlandet i början av säsongen. I mitten av februari slutade Soler tvåa på etapp 6 av Tour Méditerranéen bakom fransmannen David Moncoutié. Soler slutade tvåa i slutställningen på Settimana Ciclista Lombarda bakom italienaren Daniele Pietropolli. Han slutade även på fjärde plats på etapp 4 under Giro d'Italia 2009 bakom italienarna Danilo Di Luca, Stefano Garzelli och Franco Pellizotti. I slutställningen av Vuelta Ciclista a Burgos slutade han på femte plats.
Säsongen 2010 cyklade Soler med det spanska UCI ProTour-laget Caisse d'Epargne.

## Meriter

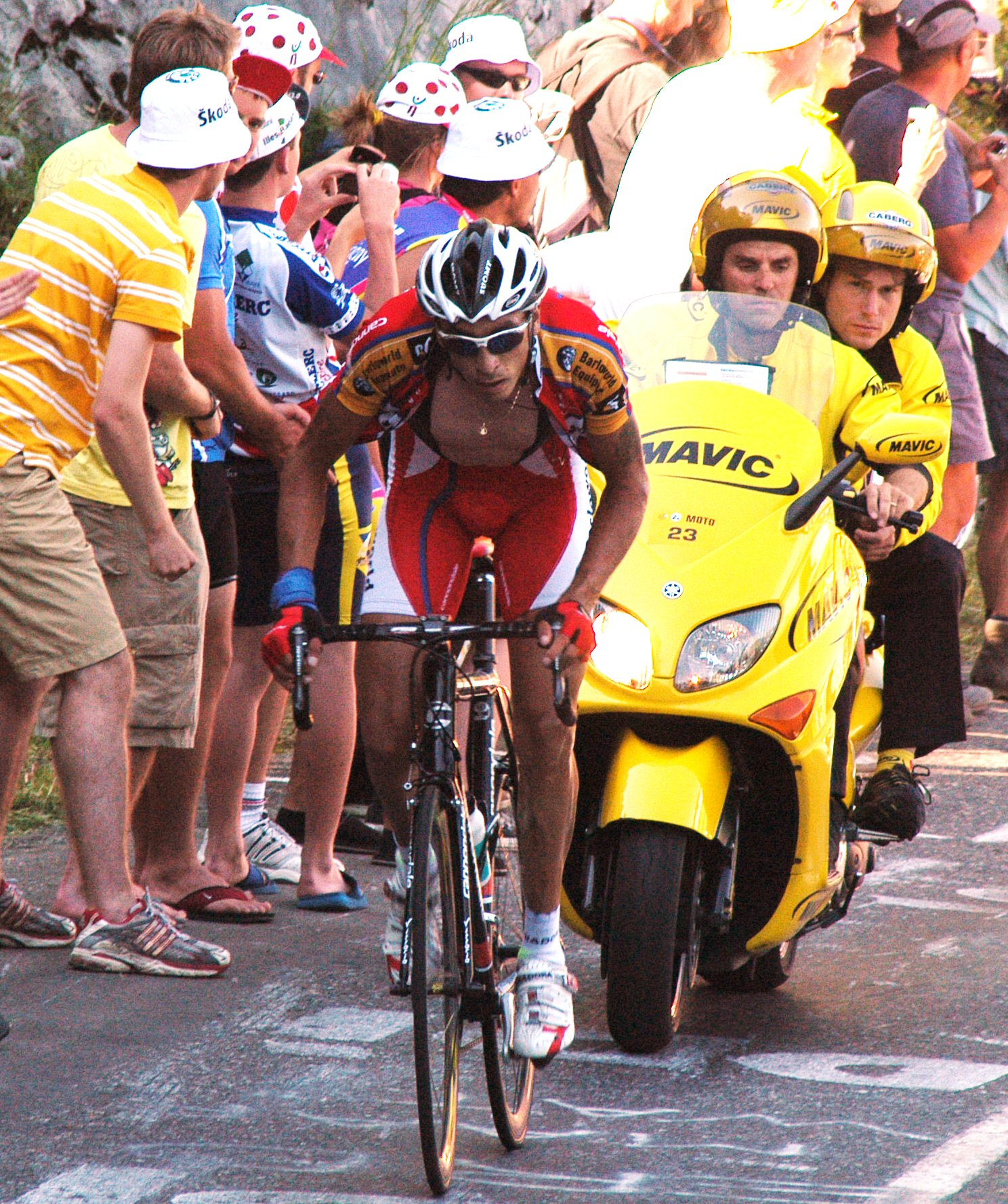
Mauricio Soler under Tour de France 2007.

2006
1:a, Circuit de Lorraine
etapp 2
2007
Bergspristävlingen, Tour de France
Etapp 9, Tour de France 2007
Etapp 16 - offensivaste cyklisten, Tour de France
1:a, Vuelta a Burgos
1:a, etapp 2, Vuelta a Burgos
2:a, Milano-Turin
3:a, etapp 14, Tour de France
4:a, etapp 7, Tour de France
5:a, etapp 16, Tour de France
2008
1:a, Circuito de Combita
1:a, etapp 1, Circuito de Combita
2:a, etapp 4, Vuelta a Castilla y León
3:a, etapp 2, Circuito de Combita
2009
1:a, Circuito de Tuta
2:a, etapp 6, Tour Méditerranéen
2:a, Settimana Ciclista Lombarda

## Stall
- Orbitel 2005
- Acqua & Sapone 2006
- 2007-2009 Barloworld
- Caisse d'Epargne 2010
- Movistar Team 2011